# Партия пиратов Германии
Партия пиратов Германии (сокращённо — Пираты, нем. Piratenpartei Deutschland  (PIRATEN)) — политическая партия в Германии.
Основана 10 сентября 2006 года в Берлине по образцу шведской «Piratpartiet» как партия постиндустриального (информационного) общества.
Цели партии — содействие свободному распространению знаний и свободной культуре, реформа законов об авторском праве, борьба за сохранение гражданских прав и свобод в Интернете (в частности — противодействие электронной слежке и цензуре).

## Участие в выборах

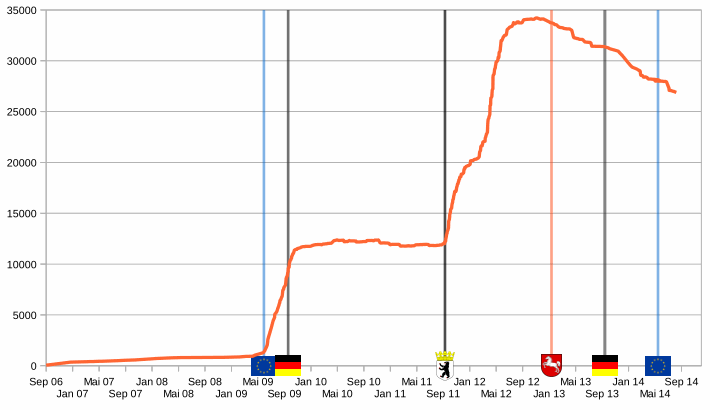
Динамика количества членов

Впервые Пиратская партия приняла участие в выборах 27 января 2008 года — на выборах в земельный парламент земли Гессен. Они набрали около 7000 голосов избирателей (0,3 %). В 2009 году пиратская партия участвовала в выборах в Европарламент и набрала около 230 000 голосов (0,9 %), благодаря чему обратила на себя внимание прессы. 30 августа 2009 года на выборах в муниципальные собрания земли Северный Рейн-Вестфалия пираты получили по одному месту в городских советах Ахена и Мюнстера и набрали 1,9 % голосов на выборах в земельный парламент Саксонии. На выборах в бундестаг, состоявшихся 27 сентября 2009 года, на которые Пиратская партия выдвинула своих кандидатов во всех федеральных землях кроме Саксонии, она набрала 2 % голосов.
Выборы в Палату депутатов Берлина 2011 года стали прорывом для Пиратской партии Германии, чьи кандидаты получили 8,9 % голосов и 15 мандатов соответственно. Таким образом, партия впервые вошла в земельный парламент в Западной Германии (Берлин входит в ФРГ на правах земли). Среди молодёжи «пираты» набрали целых 20 % голосов, высокую поддержку они получили и у высокообразованных слоёв населения.
На прошедших 25 марта 2012 года выборах в ландтаг федеральной земли Саар, Пиратская партия Германии набрала 7,4 процента голосов (4 мандата). После этих выборов канцлер Германии Ангела Меркель высказала своё уважение к Пиратской партии и призвала принимать её всерьёз.
6 мая 2012 года стал ещё одним днем успеха Пиратской партии Германии. На выборах в местный парламент земли Шлезвиг-Гольштейн местное отделение набрало 8,2 % голосов избирателей и получила в нём 6 мест. 13 мая 2012 года на выборах в ландтаг земли Северный Рейн-Вестфалия партия набрала 7,8 % голосов и получила в нём 20 мандатов.
Согласно опросам, популярность партии возросла до 13 %, что ставит её впереди не только претерпевающей серьёзный внутренний кризис СвДП, но и «бунтарской» в 1970-х гг. партии Зелёных. Она выходила, таким образом, на третье место после ХДС и СДПГ.
Ярким представителем Пиратской парии был Гервальд Клаус-Бруннер, который впоследствии был исключён из партии из-за своего непредсказуемого поведения и покончил жизнь самоубийством, убив перед этим Яна Мирко Л., к которому испытывал неоднозначные чувства (он преследовал его и установил скрытую камеру в его ванной комнате).
Выборы в Бундестаг Германии 2013 года принесли Пиратской партии 2,2 % голосов.
На Выборах в Европейский парламент в 2014 партия получила 1 место в блоке Зелёные — Eвропейский свободный альянс (Greens/European Free Alliance).
Партия не смогла повторить свой успех 2012 года и на выборах в ландтаги в 2013-17 годах нигде не получила больше 2 % голосов по партийным спискам. На выборах в Палату депутатов Берлина 2016 года партия также получила 1,7 % голосов и не прошла в ландтаг. На выборах 2017 года Пиратская партия лишилась трёх последних сохранявшихся у неё фракций в ландтагах, вновь не получив нигде больше 1,5 % голосов, а выборы в Бундестаг Германии принесли ей 0,4 % по партийным спискам. По состоянию на сентябрь 2017 года у партии нет ни одного депутата ни в 16 земельных парламентах, ни в Бундестаге.

## Программа партии

### Основное
Мы находимся в самом начале «цифровой революции». Цифровая технология будет значительно определять нашу жизнь. Пиратская партия хочет предотвратить опасности и использовать шансы новой технологии. Вновь созданные технические возможности должны быть использованы для создания «прозрачного» государства, которое служит народу. Они не должны быть использованы для создания «прозрачного» человека, права которого были бы этим ущемлены. Для достижения этой цели должны быть найдены новые средства. Одним из таких средств может стать предоставление больших возможностей прямой демократии. (Не только выборы, но и прямое участие граждан в управлении.)

### Неприкосновенность частной жизни и защита данных о ней
Каждый человек имеет личную сферу, которая должна оставаться свободной от наблюдения. Без обоснованного подозрения не должно быть никакого отслеживания передвижений, прослушивания разговоров, сетевых облав («Rasterfahndung»). Сохранение тайны телекоммуникаций является важной основой для сохранения демократии. Ему угрожает, среди прочего, введение хранения данных. Государственные и частные структуры должны информировать участников об обработке их персональных данных. Контроль над службами безопасности должен быть улучшен. Введение биометрических паспортов, медицинских карт и RFID (автоматической частотной идентификации граждан) должно быть пересмотрено: они создают угрозу неприкосновенности частной жизни. Расширение видеонаблюдения в общественных местах должно быть прекращено.

### Прозрачность государства
Повышение прозрачности на всех уровнях власти, как правило, приводит к снижению коррупции. Каждый гражданин должен иметь право на получение информации о деятельности руководства. Исключение должно быть сделано там, где это противоречит их праву на личную сферу. Пираты хотят лучше контролировать чиновников и таким образом внести вклад в создание «прозрачного» государства. Использование компьютеров для голосования должно быть запрещено, так как выборы теряют при этом свою прозрачность.

### Открытый доступ
Свободный доступ к результатам научных исследований и разработок, финансируемых на деньги налогоплательщиков, должен быть предоставлен.

### Авторское право и некоммерческое воспроизводство
Одностороннее давление музыкальной индустрии приводит к необоснованному ужесточению авторского права в пользу промышленности. В настоящее время произведения художников подлежат защите в течение семидесяти лет после их смерти. Это не имеет ничего общего с первоначальной целью авторского права, но приводит к необоснованному сокращению доступа граждан к знаниям и произведениям культуры. Сроки защиты и ограничения на некоммерческое копирование должны быть сокращены. Девиз пиратов «Свободный доступ к знаниям для всех». Это особенно актуально для школ и университетов. Без ограничения авторских прав знания не могут преподаваться эффективно. Знания и обучение им не должны становится предметом роскоши.

### Монополия на инфраструктуру
Инфраструктура Интернета должна быть расширена, чтобы и отдалённые районы имели широкий доступ в Интернет и выгоды от технического прогресса. Не должно быть цензуры Интернета со стороны государственных органов, потому что очень трудно провести во всех областях чёткую границу между «незаконным» и «законным». Такая цензура может быть почти неограниченно расширена, что привело бы к потере правового государства. Блокировка нежелательных сайтов Интернета непригодна для предотвращения преступлений, потому что те, кто пренебрегает законами, всегда найдут способ, чтобы добраться до необходимой информации. Блокирование интернет-сайтов будет мешать лишь тем, кто в любом случае не собирался совершать преступление.

### Окружающая среда
Пиратская партия выступает за сохранение и в будущем основ для достойной жизни и свободы граждан. Партия хочет долгосрочно безопасной и экологически чистой энергетической инфраструктуры с прозрачной децентрализованной структурой производства. Это означает переход от конечных источников энергии к возобновляемым источникам энергии. Возобновляемые источники энергии будут использоваться исключительно на принципах устойчивой сохраняемости и без конкуренции с другими экологическими целями.